# Namco System 21

Logotipo del sistema.

La Namco System 21 «Polygonizer» es una placa de arcade presentada por Namco en 1988 con el juego Winning Run. Fue la primera placa para sistemas arcade diseñada específicamente para el procesamiento de polígonos 3D. El hardware de este sistema experimentó una importante evolución a lo largo de su vida útil hasta el lanzamiento de su último juego en 1994. Fue precedida por la System 2 en 1987 y sucedida por la System 22 en 1993.

## Especificaciones
La System 21 consta de cuatro placas de circuito impreso alojadas en una caja metálica.
- CPU principal: 2x 68000 @ 12.288 MHz
- DSP (utilizado para realizar cálculos matemáticos en Dimensión3D): 4x Texas Instruments TMS320C25  @ 24.576 MHz (para Starblade se utilizan 5x TMS320C20)
- CPU sonido: Motorola 6809 @ 3.072 MHz
- Chip de sonido: Yamaha YM2151 @ 3.58 MHz
- MCU Hitachi HD63705 @ 2.048 MHz
- + chips personalizados de Namco[1][2]

## Desarrollo
Su desarrollo duró más de tres años antes de su lanzamiento, aproximadamente desde mediados de la década de 1980. Según declaraciones de Phil Harrison en el número de septiembre de 1989 de la revista Commodore User, que visitó las oficinas de Namco en Tokio, el videojuego de simulación de conducción Hard Drivin' de Atari funcionaba con una versión anterior y menos potente de este hardware, afirmando que Namco y Atari Games eran empresas hermanas por entonces y que la System 21 fue fruto de un desarrollo compartido.

## Juegos arcade con System 21
- Winning Run (1988)
- Winning Run Suzuka Grand Prix (1989)
- Galaxian³ (1990)
- Driver's Eyes (1990)
- Winning Run '91 (1991)
- Starblade (1991)
- Solvalou (1991), secuela 3D de Xevious
- Air Combat (1993)
- Cyber Sled (1993)
- Attack of the Zolgear (1994)